# Tóniszállás-szarvasi gyepek
Tóniszállás-szarvasi gyepek este o arie protejată (arie specială de conservare — SAC, sit de importanță comunitară — SCI) din Ungaria întinsă pe o suprafață de 586,66 ha, integral pe uscat.

## Localizare
Centrul sitului Tóniszállás-szarvasi gyepek este situat la coordonatele 46°51′12″N 20°44′21″E / 46.853333°N 20.739167°E.

## Înființare
Situl Tóniszállás-szarvasi gyepek a fost declarat sit de importanță comunitară în mai 2004 pentru a proteja 1 specie de animale. Situl a fost protejat și ca arie specială de conservare în februarie 2010.

## Biodiversitate
Situată în ecoregiunea panonică, aria protejată conține 2 habitate naturale: Stepe și mlaștini sărate panonice, Pajiști stepice panonice pe loess.
La baza desemnării sitului se află o specie protejată de  amfibieni: buhai de baltă cu burta roșie (Bombina bombina).
Pe lângă speciile protejate, pe teritoriul sitului au mai fost identificate 1 specie de plante, 3 specii de amfibieni, 1 specie de nevertebrate, 1 specie de reptile.